# Phaius grandiflorus
Phaius grandiflorus är en orkidéart som först beskrevs av Jean Nadeaud, och fick sitt nu gällande namn av Ined. Phaius grandiflorus ingår i släktet Phaius och familjen orkidéer. Inga underarter finns listade i Catalogue of Life.